# Roy Jones (cầu thủ bóng đá)
Roy Jones  (29 tháng 8 năm 1924 - 2005), tên khai sinh Roy Shufflebottom, là một cầu thủ bóng đá người Anh thi đấu ở Football League cho Stoke City.

## Sự nghiệp
Shufflebottom gia nhập Stoke trong Thế chiến thứ II và có màn ra mắt Football League ở mùa giải 1947-48. Năm 1948 ông đổi tên thành Jones. Ông thi đấu thêm 6 trận nữa cho Stoke đến năm 1950 và rời đi để gia nhập đội bóng non-league Stafford Rangers.

## Thống kê sự nghiệp
| Câu lạc bộ          | Mùa giải            | Giải quốc nội       | Giải quốc nội | Giải quốc nội | Cúp FA  | Cúp FA    | Tổng    | Tổng      |
| Câu lạc bộ          | Mùa giải            | Hạng đấu            | Số trận       | Bàn thắng     | Số trận | Bàn thắng | Số trận | Bàn thắng |
| ------------------- | ------------------- | ------------------- | ------------- | ------------- | ------- | --------- | ------- | --------- |
| Stoke City          | 1947-48             | First Division      | 1             | 0             | 0       | 0         | 1       | 0         |
| Stoke City          | 1948-49             | First Division      | 5             | 0             | 0       | 0         | 5       | 0         |
| Stoke City          | 1949-50             | First Division      | 1             | 0             | 0       | 0         | 1       | 0         |
| Tổng cộng sự nghiệp | Tổng cộng sự nghiệp | Tổng cộng sự nghiệp | 7             | 0             | 0       | 0         | 7       | 0         |